# Dorothy LeMay
Dorothy LeMay (* 14. Februar 1954) ist eine ehemalige US-amerikanische Pornodarstellerin.

## Karriere
Dorothy LeMay begann ihre Karriere 1977 und beendete sie 1987. Laut der Internet Adult Film Database hat sie in 80 Filmen mitgespielt.
Sie spielte unter anderem unter der Regie von John Seeman mit John Leslie in Blondes Have More Fun (1981).
Sie ist Mitglied der Adult Video News Hall of Fame. Weitere Pseudonyme sind Desiree Loy, Dorothy LeMay, Dorothy Le May, Laurie Jones, Norma Gene, Dorothy Young und Dorothy Lemax.

## Auszeichnungen
- Adult Video News Hall of Fame[2]